# Kukcožder
Kukcožder ili kukcojed je tip mesoždera čija se ishrana sadrži uglavnom od kukaca i sličnih malenih bića.
Alternativni naziv je entomofagija, što se također odnosi na ljude koji prakticiraju jesti kukce.
Iako su induvidualno maleni, kukci su vrlo brojni - postoji više od milijun opisanih vrsta; oni također čine vrlo veliki dio životinjske biomase kod skoro svih ne-morskih staništa. Procijenjeno je da je globalna biomasa kukaca otprilike 1012 kg s procijenjenom populacijom od 1018 organizama. Mnoga bića ovise o kukcima koji su im primarna hrana, a mnogi koji ne ovise (i time zapravo uopće nisu kukcožderi) u svakom slučaju koriste kukce kao dodatnu hranu bogatu proteinima, posebno tijekom sezone parenja.
Neki primjeri kukcoždera su slavuj, hijenski vuk, ješci, lastavice, mravojed, šaran, žabe, gušteri, šišmiši i pauci. Zabilježeno je da čak i veliki sisavci jedu kukce; usnati medvjed je možda najveći kukcožder na svijetu. Kukci također mogu biti kukcožderi, na primjer vilin konjic, stršljeni, bubamare i bogomoljke. Kukcožderstvo je do različitih stupnjeva izraženo kod primata poput marmozeta, tamarina, avetnjaka, galagija i madagaskarskog prstaša. Neki pretpostavljaju da su prvi primati živjeli noću i hranili se kukcima.

## Biljke kukcožderke
Biljke kukcožderke su biljke čiju ishranu jednim dijelom ili u potpunosti čine kukci koje one zarobe i zatim konzumiraju. Također zvane biljke mesožderke, one rastu na mjestima gdje je tlo siromašno hranjivim tvarima, posebno dušikom (na primjer stijene ili baruštine). U biljke mesoždeke spadaju Venerina muholovka, nekoliko vrsta cjevolovki, vrste roda Pinguicula, rosulje, vrste roda Utricularia, Aldrovanda vesiculosa, vrste roda Brocchinia i druge. Ove biljke dobivaju dušik hvatanjem kukaca. Koriste razne mehanizme poput klopki, ljepljivih površina, hvatajlke s dlačicama, vrčeve i sl.
Tehnički ove biljke nisu strogo kukcožderke, jer konzumiraju bilo koje životinje koje su dovoljno malene da se uhvate u klopku; neke veće biljke u svojim vrčevima ponekada uhvate malene štakore i guštere. Charles Darwin je prvi put opisao biljke mesožderke 1875. godine.